# Район Баошань
Баошань (кит.: 宝山区; трад. китайська: 寶山區) — район Шанхая, КНР. Площа району 293,71 км², населення 854.340 чол.(2003)
На території району розташований стелеварний завод Baosteel. Також на території району розташований поромний термінал який обслуговує декілька напрямків, в тому числі з'єднує острів Чунмін з материком.
| Китай | Це незавершена стаття з географії КНР. Ви можете допомогти проєкту, виправивши або дописавши її. |

1. ↑  国务院第七次全国人口普查领导小组办公室 中国人口普查分县资料—2020 — 北京市: 中国统计出版社, 2022. — 983 с. — ISBN 978-7-5037-9772-9